# Cerodontha kerzhneri
Cerodontha kerzhneri este o specie de muște din genul Cerodontha, familia Agromyzidae, descrisă de Zlobin în anul 1979.
Este endemică în Kazakhstan. Conform Catalogue of Life specia Cerodontha kerzhneri nu are subspecii cunoscute.